# ダビド・フステル
ダビド・フステル・トリホス（David Fuster Torrijos, 1982年2月3日 - ）は、スペイン・バレンシア州オリバ出身の元サッカー選手。現役時代のポジションはミッドフィールダー（右サイドハーフ）。
弟のラウール・フステルもプロサッカー選手。

## 経歴
2004年に故郷近くのクラブビジャレアルCFと契約し、2008年までの4年間はリザーブチームのビジャレアルCF Bでプレーした。2008年夏、セグンダ・ディビシオン（2部）のエルチェCFに完全移籍したが、ビジャレアルが買戻しの権利を保有していた。11月23日のUDサラマンカ戦で初得点を挙げると、その後は1試合2得点をコルドバCF戦やSDウエスカ戦、ラーヨ・バジェカーノ戦で記録し、シーズン終盤までに得点を二桁に乗せた。2008年11月から12月にかけて4試合連続得点を記録した。2008-09シーズンの13得点の活躍により、エルネスト・バルベルデ新監督が就任したビジャレアルCFに40万ユーロで買い戻された。
再び他クラブにレンタル移籍する可能性もあったが、7月30日にフステルに背番号が与えられ、ジムナスティック・タラゴナ戦など下部リーグのチームとの練習試合で計4得点し、好調をアピールした。9月13日、RCDマヨルカ戦でアリエル・イバガサに代わって途中出場してトップチームデビューした。11月8日、セビージャFC戦で相手GKアンドレス・パロップがはじいたボールに詰め、プリメーラ初得点を決めた。2010年1月2日のカンプ・ノウでのFCバルセロナ戦では、ホーム7戦全勝中の相手から勝ち点1をもぎ取る同点弾を決めた。脹脛を痛めて欠場した時期もあったが、右サイドハーフやトップ下などで22試合に出場し、3得点2アシストを決めた。
2010年夏、オリンピアコスFCに移籍した。
2016年7月4日、ヘタフェCFに移籍。リーグ戦22試合出場1得点を記録し、クラブの1シーズンでのプリメーラ復帰に貢献。シーズン終了を以て現役を引退することを表明した。

## タイトル

### クラブ
オリンピアコス
- ギリシャ・スーパーリーグ : 2010-11, 2011-12, 2012-13, 2013-14, 2014-15, 2015–16
- キペロ・エラーダス : 2011-12, 2012-13, 2014–15